# Списък с герои от Всички обичат Реймънд
Това е списък с героите от американския ситком „Всички обичат Реймънд“, излъчван по телевизия CBS от 13 септември 1996 г. до 13 май 2005 г.

## Главни герои

### Реймънд Бароун
Реймънд Албърт „Рей“ Бароун (Рей Романо) е италиано-американец от Ню Йорк и е спортен журналист за Newsday. Той живее в Линбрук, Лонг Айлънд, Ню Йорк със съпругата си Дебра и техните деца Джефри (Сойър Суитън), Майкъл (Съливан Суитън) и Али (Мадълин Суитън). Други членове на семейството му, които живеят на отсрещната улица, включват брат му Робърт и родителите му Франк и Мари. Героите от сериала са частично базирани на истинския живот на Романо; и двамата с Рей имат две момчета близнаци и дъщеря.
Рей Романо прави появи в ролята си на Рей Бароун и в други сериали като „Козби“, „Гувернантката“, „Бекър“ и „Кралят на квартала“.
В българския дублаж Рей се озвучава от Иван Танев, а също и в осми епизод от втори сезон на „Кралят на квартала“. В девети епизод от първи сезон на „Кралят на квартала“ се озвучава от Кирил Бояджиев, в деветнайсети от същия сезон – от Сава Пиперов, а в десети епизод от осми сезон – от Георги Тодоров. В „Гувернантката“ се озвучава от Симеон Владов. В „Бекър“ не се озвучава от никого, понеже сцената, включваща него, Хилтън Лукас и Дъг Хефернан, е изрязана.

### Дебра Бароун
Дебра Луис Бароун (Патриша Хийтън), родена Уелан, е съпругата на Рей и майката на Али, Майкъл и Джефри.
Дебра е отгледана от любящите си и богати родители Лорън и Лоис Уелан (Робърт Кълп и Катрин Хелмънд). След като Дебра напуска дома си, те започват да пътуват около света, но преживяват брачни проблеми и впоследствие се развеждат. След като научава, че е бременна с близнаци, Рей подхвърля темата, че двамата ще се нуждаят от по-голям дом и веднъж научили за това, родителите му им показват къща на отсрещната улица на тяхната собствена. Рей е ужасен от идеята да живеят през улица от родителите си, но Дебра успява да го убеди, въпреки че по-късно съжалява за това.
В българския дублаж Дебра се озвучава от Христина Ибришимова, а също и в осми епизод от втори сезон на „Кралят на квартала“.

### Робърт Бароун
Робърт Чарлс Бароун (Брад Гарет) е по-големият брат на Реймънд (по-голям е с 4 години, а в действителност Рей Романо е по-голям от Гарет с 3 години) и първородният син на Франк и Мари. Роден е на 6 април и е тежал пет килограта и четиристотин грама. Висок е малко над два метра, което го прави най-високият в семейство Бароун. Има няколко странности, от които най-голямата е нервният навик да си докосва брадичката с храна преди да я изяде. Този навик е познат като „Лудата брадичка“ и Робърт го е добил, за да се справи със стреса след раждането на Реймънд и вниманието, което Мари му е обръщала. Робърт е любящ чичо и въпреки всичко го е грижа за малкия си брат Реймънд. Робърт е полицай в Ню Йорк от 27 години, като впоследствие става сержант, а до края на сериала е повишен в лейтенант. Неговие ръст, външен вид и поведение са източник на голяма част от хумора и въпреки големите си размери Робърт е много умел танцьор.
В българския дублаж Робърт се озвучава от Стефан Сърчаджиев – Съра, а също и в осми епизод от втори сезон на „Кралят на квартала“.

### Мари Бароун
Мари Джанела Бароун (Дорис Робъртс) е съпругата на Франк и матриархът на семейство Бароун. Домакинските ѝ умения, включващи готвене, чистене и цялостната поддръжка на дома, са ненадминати. Мари е пример за нарцистично личностно разстройство и заради това отношението ѝ към другите хора е често в основата на не един епизод. Вре си носа в чуждите работи, превзета е, арогантна и контролира семейството си, като често вменява вина на останалите, за да получи своето. Има високо самочувствие и вярва, че е положителен пример за това какви трябва да бъдат всички съпруги, майки и жени. Особено много се гордее с италианския си произход и дори урежда екскурзия до Италия за цялото семейство със собствените си спестявания.
В българския дублаж на bTV Мари се озвучава от Венета Зюмбюлева и от Даниела Йорданова в дублажа на Диема Вижън, а в осми епизод от втори сезон на „Кралят на квартала“ – от Виктория Буреш.

### Франк Бароун
Франсис Оскар „Франк“ Бароун (Питър Бойл) е съпругът на Мар и пенсиониран счетоводител. Той е агресивен, себичен, непукист и мъжкар. Въпреки че има и чувствителна страна, Франк отказва да я приеме. Способен е на търпение и дружелюбие, но умишлено иска да се покаже като безсърдечен.
В българския дублаж Франк се озвучава от Стефан Сърчаджиев – Съра, а също и в осми епизод от втори сезон на „Кралят на квартала“.